# Ашкенази, Давид Владимирович
Дави́д Влади́мирович (Ву́льфович) Ашкена́зи (25 декабря 1915, Нижний Новгород — 19 февраля 1997, Москва) — советский эстрадный пианист, концертмейстер и композитор. Народный артист Российской Федерации (1996), заслуженный артист РСФСР (1990).

## Биография
Давид Вульфович Ашкенази родился 25 декабря 1915 года в Нижнем Новгороде в семье бухгалтера Вульфа Ашкенази. Игре на фортепиано обучался самостоятельно и в двенадцатилетнем возрасте начал выступать в кинотеатрах в сопровождении сеансов немого кино. В 1936 году окончил музыкальное училище и переехал в Москву, где поступил в Московскую консерваторию в класс профессора Шацкеса. В это же время познакомился с Вадимом Козиным, аккомпаниатором которого Ашкенази был на протяжении многих лет.
В послевоенные годы был аккомпаниатором Рашида Бейбутова, Изабеллы Юрьевой, Аллы Баяновой, Клавдии Шульженко, Людмилы Зыкиной, Марка Бернеса, Валентины Толкуновой, Иосифа Кобзона, Марины Гордон (для которой написал несколько песен на идише), работал в театре эстрады.
Написал романс на стихи Якова Полонского «Когда в предчувствии разлуки», который входит в репертуар многих исполнителей романсов. Музыку к танцу «Па Зефир» для фортепиано.
Умер 19 февраля 1997 года. Похоронен на Востряковском еврейском кладбище в Москве.

## Семья
- Сын — пианист Владимир Ашкенази.
- Дочь — пианистка Елена Ашкенази (её муж — гроссмейстер Арье (Леонид) Свердлов).
  - Внук — пианист Владимир Леонидович Свердлов (Ашкенази, род. 1976).[7]

## Фильмография
роли в кино
- 1946 Яблочко — пианист
- 1964 Гранатовый браслет — пианист (эпизод со скрипачом Наумом Латинским)

композитор
- 1978 Баламут